# Saltnes
Saltnes é uma cidade pequena na comuna de Råde, Noruega. em 2005 tinha 1969 habitantes.